# Aalens Livsmysterium
Aalens Livsmysterium er en film instrueret af Holger-Madsen efter manuskript af Åge Vedel Tåning.

## Handling
Fiskeriet indbragte 39,6 millioner kr. i 1936, heraf udgjorde ålefiskeriet 13%.